# Vilina Vlas
Koordinaten: 43° 46′ 58″ N, 19° 17′ 18″ O

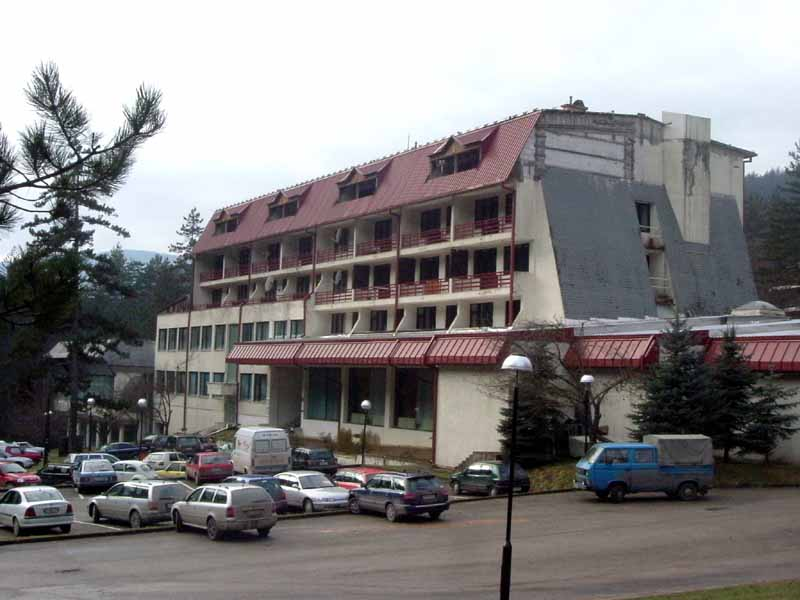
Das Hotel in Višegradska Banja im Jahr 2007

Vilina Vlas ist ein Hotel etwa vier Kilometer nordöstlich von Višegrad (Bosnien und Herzegowina), das während des Bosnienkrieges als Internierungslager verwendet wurde. Es diente dazu, weibliche Bosniaken zu internieren und zu vergewaltigen. Die Insassen wurden vom serbischen Wachpersonal geschlagen, gefoltert und ermordet.
Nach dem Krieg wurde Vilina Vlas als touristische Einrichtung wiedereröffnet.

## Lager
Ab Ende April 1992 wurden im Hotel Bosniaken vom Uzice Corps festgehalten. Das Lager spielte eine bedeutende Rolle bei der ethnischen Säuberung der nicht serbischen Bevölkerung der Region. Das Hotel wurde auch als Lagerbordell genutzt. Bosniakische Frauen und Mädchen, darunter viele, die noch keine 14 Jahre alt waren, wurden von Polizisten und Mitgliedern der paramilitärischen Gruppe Beli Orlovi (Weiße Adler) ins Lager gebracht, um dort vergewaltigt zu werden.
Milan Lukić, der Anführer einer lokalen Gruppe von Paramilitärs, die als Weiße Adler, Rächer oder Wölfe bezeichnet wurden, richtete sein Hauptquartier im Vilina Vlas ein. Die Gruppe, die Verbindungen zur örtlichen Polizei und zu serbischen Militäreinheiten unterhielt, spielte eine wichtige Rolle bei der ethnischen Säuberung von Višegrad und beging zahlreiche Verbrechen, darunter Mord, Vergewaltigung, Folter, Schläge, Plünderungen und Zerstörung von Eigentum.
Die Vergewaltigungen in der Region Višegrad wurden angeblich systematisch verübt. Berichten an die Expertenkommission der Vereinten Nationen und an den Sicherheitsrat (die gemäß der Resolution 780 (1992) der Kommission des Sicherheitsrates der Bassiouni-Kommission eingesetzte Expertenkommission der Vereinten Nationen) zufolge wurden die Opfer zusammengetrieben und an Orte wie Vilina Vlas transportiert. Das Hotel Višegrad diente offenbar zum Zweck der Inhaftierung und Vergewaltigung.
In einem Bericht an die Bassiouni-Kommission wurde geschätzt, dass etwa 200 Frauen, hauptsächlich Bosniaken, in Vilina Vlas inhaftiert und sexuell missbraucht wurden. Das Hotel war als ein Ort bekannt, an dem nur junge, schöne Frauen inhaftiert wurden. Nach Aussagen der Bassiouni-Kommission wurde behauptet, dass Frauen, die in dieses Lager gebracht wurden, ausgewählt worden waren, um „Tschetnik-Kinder“ zu gebären.
Es wurde behauptet, dass jüngere Mädchen ins Hotel gebracht wurden, während ältere Frauen an andere Orte wie besetzte oder verlassene Häuser gebracht und vergewaltigt wurden. Die Anzahl der Berichte wurde als angemessene Bestätigung dafür angesehen, dass tatsächlich eine große Anzahl von Vergewaltigungen im Hotel stattgefunden habe.
Die Internierten wurden wiederholt vergewaltigt und mit Schlagstöcken geschlagen.
Einige Frauen wurden getötet, während andere sich als Folge der von den Vergewaltigungen hervorgerufenen psychische Problemen das Leben nahmen.
Nur eine Handvoll weiblicher Gefangener überlebte, weniger als zehn nach Angaben der Vereinigung der weiblichen Kriegsopfer, einer Organisation, die mit weiblichen Überlebenden zusammenarbeitet und sich für die Verfolgung der Täter einsetzt. Die Leichen der Opfer wurden nicht gefunden und sollen an geheimen Orten verscharrt worden sein.
Während des Massakers von Sjeverin wurden sechzehn Bosniaken von Milan Lukić auf einer Reise von Serbien nach Bosnien entführt und nach Vilina Vlas gebracht, wo sie gefoltert und ermordet wurden. Das Lager wurde schließlich geschlossen, als seine Existenz außerhalb Bosniens bekannt wurde und die überlebenden Häftlinge einem unbekannten Schicksal ausgeliefert wurden.

## Folgen
Milan Lukić wurde für schuldig befunden, im Lager Häftlinge festgehalten und hingerichtet zu haben. Er wurde nicht wegen Vergewaltigung angeklagt, obwohl diese gut dokumentiert waren. Die Präsidentin der Vereinigung der weiblichen Kriegsopfer, Bakira Hasečić, hat den Internationalen Strafgerichtshof für das ehemalige Jugoslawien in Den Haag heftig kritisiert, weil Milan Lukić nicht wegen der Vergewaltigungen angeklagt wurde. Eine Überlebende berichtete, Lukić habe sie mehrmals vergewaltigt, als sie im Hotel gefangen war. Oliver Krsmanović, ein Wächter des Lagers, wurde wegen Vergewaltigung und schweren sexuellen Missbrauchs weiblicher Häftlinge in Vilina Vlas sowie wegen des Massakers an 70 Bosniaken im Dorf Bikavac angeklagt. Der Polizeichef Risto Perišić soll bei der Folter, Vergewaltigung und Hinrichtung von Häftlingen in Vilina Vlas mitgewirkt haben.  Auch der Hoteldirektor Dusko Andrić soll einer der Vergewaltiger gewesen sein.